# Conann (film)
Pour l’article homonyme, voir Conann.
Pour plus de détails, voir Fiche technique et Distribution.
Conann est un drame rétrofuturiste et psychologique franco-belgo-luxembourgeois écrit et réalisé par Bertrand Mandico, sorti en 2023.
Le film est une relecture libre et féministe du personnage Conan créé par Robert E. Howard en 1932,.

## Synopsis
Une femme entre dans les enfers. Elle est guidée par Rainer, chien démoniaque, gardien des enfers. Ce dernier lui fait rencontrer Conann, la reine des barbares, la plus cruelle. Rainer, avec son appareil photo, amène Conann dans l'univers des souvenirs de ses vies et de ce qui fait d'elle la reine indétrônable des barbares. Dans un passé préhistorique fantasmé, une jeune Conann est brutalisée par les barbares menés par leur reine Sanja. Sa mère est tuée et Conann jure de se venger.

## Fiche technique
Sauf indication contraire, les informations mentionnées dans cette section peuvent être confirmées par la base de données cinématographiques IMDb,  présente dans la section « Liens externes ».
- Titre original et francophone : Conann
- Réalisation et scénario : Bertrand Mandico
- Direction artistique : Bertrand Mandico
- Décors : Anna Le Mouël
- Costumes : Elise Cribier-Delande
- Photographie : Nicolas Eveilleau
- Montage : Laure Saint-Marc
- Musique : Pierre Desprats
- Production : Gilles Chanial, Emmanuel Chaumet, Avi Amar, Antoine Garnier, Olivier Dubois
- Sociétés de production : Les Films Fauves (Luxembourg), Ecce Films (France), Floréal Films (France), Orphée Films (France), Novak Prod (Belgique)
- Société de distribution : UFO Distribution (France)
- Pays d'origine :  Luxembourg,  France,  Belgique
- Langues originales : français, anglais
- Format : couleur — 35 mm[3]
- Genre : action, fantastique
- Durée : 105 minutes
- Dates de sortie :
  - France : 19 mai 2023 (Quinzaine des cinéastes du festival de Cannes 2023) ; 29 novembre 2023 (sortie nationale)

## Distribution
- Elina Löwensohn : Rainer
- Françoise Brion : Conann Reine / la morte
- Nathalie Richard : Conann, 55 ans
- Agata Buzek : Conann, 45 ans
- Sandra Parfait : Conann, 35 ans
- Christa Theret : Conann, 25 ans
- Claire Duburcq : Conann, 15 ans
- Julia Riedler : Sanja
- Christophe Bier : Octavia
- Audrey Bonnet : Cimère
- Yuming Hey : Ex Turil 21
- Karoline Rose Sun : Ultra Lux
- Louise Manteau : une barbare / une militaire

## Distinction

### Sélection
- Festival de Cannes 2023 : sélection à la Quinzaine des cinéastes, en compétition